# Vaikkojärvi (Gällivare socken, Lappland)
Vaikkojärvi är en sjö i Gällivare kommun i Lappland och ingår i Kalixälvens huvudavrinningsområde. Sjön har en area på 0,5 kvadratkilometer och ligger 339,9 meter över havet. Sjön avvattnas av vattendraget Surujoki.

## Delavrinningsområde
Vaikkojärvi ingår i det delavrinningsområde (749482-174810) som SMHI kallar för Utloppet av Vaikkojärvi. Medelhöjden är 352 meter över havet och ytan är 8,25 kvadratkilometer. Det finns ett avrinningsområde uppströms, och räknas det in blir den ackumulerade arean 41,73 kvadratkilometer. Surujoki som avvattnar avrinningsområdet har biflödesordning 2, vilket innebär att vattnet flödar genom totalt 2 vattendrag innan det når havet efter 255 kilometer. Avrinningsområdet består mestadels av skog (77 procent). Avrinningsområdet har 1,06 kvadratkilometer vattenytor vilket ger det en sjöprocent på 12,8 procent.